# Pleșoiu (okręg Aluta)
Pleșoiu – wieś w Rumunii, w okręgu Aluta, w gminie Pleșoiu. W 2011 roku liczyła 492 mieszkańców.